# Mallobathra memotuina
Mallobathra memotuina är en fjärilsart som beskrevs av Clarke 1934. Mallobathra memotuina ingår i släktet Mallobathra och familjen säckspinnare. Inga underarter finns listade i Catalogue of Life.